# Doekoe (Def Rhymz)
Doekoe (Sranantongo voor geld) is een Nederlandstalig rapnummer van de uit Suriname afkomstige rapper Def Rhymz. Het nummer stond 12 weken in de Nederlandse Top 40, waarvan één week op nummer 1. In de Mega Top 100 kwam de plaat niet verder dan de nummer-2 positie.
In het nummer stelt Def Rhymz dat hij erg gewild is bij de (rijke) vrouwen. Verder staan er veel verwijzingen in naar personen uit de sport- en mediawereld van rond het jaar 2000. Dit zijn Henny Huisman, Edgar Davids, André Hazes, Ricki Lake, Gabber Piet, Ruth Jacott, Daphne Deckers, Richard Krajicek, Leontine Ruiters en Marco Borsato.
De zin Hotel, Motel, Holiday Inn, die twee keer in het nummer voorkomt, stamt uit het klassieke rapnummer Rapper's Delight van The Sugarhill Gang uit 1979.
De gitaar backingtrack is een iets versnelde sample van het nummer "Stool Pigeon" van Kid Creole & the Coconuts.
In zijn nummer komt ook de klassieke zin Alle ballen verzamelen voor.
| Doekoe in de Nederlandse Top 40 | Doekoe in de Nederlandse Top 40 | Doekoe in de Nederlandse Top 40 | Doekoe in de Nederlandse Top 40 | Doekoe in de Nederlandse Top 40 | Doekoe in de Nederlandse Top 40 | Doekoe in de Nederlandse Top 40 | Doekoe in de Nederlandse Top 40 | Doekoe in de Nederlandse Top 40 | Doekoe in de Nederlandse Top 40 | Doekoe in de Nederlandse Top 40 | Doekoe in de Nederlandse Top 40 | Doekoe in de Nederlandse Top 40 | Doekoe in de Nederlandse Top 40 |
| Week                            | 1                               | 2                               | 3                               | 4                               | 5                               | 6                               | 7                               | 8                               | 9                               | 10                              | 11                              | 12                              | 13                              |
| ------------------------------- | ------------------------------- | ------------------------------- | ------------------------------- | ------------------------------- | ------------------------------- | ------------------------------- | ------------------------------- | ------------------------------- | ------------------------------- | ------------------------------- | ------------------------------- | ------------------------------- | ------------------------------- |
| Nummer                          | 34                              | 16                              | 12                              | 6                               | 1                               | 2                               | 2                               | 5                               | 5                               | 11                              | 20                              | 30                              | uit                             |